# Saison NBA 1978-1979
Navigation
Saison 1977-1978 Saison 1979-1980
La saison NBA 1978-1979 est la 30e saison de la NBA (la 33e en comptant les trois saisons de BAA). Les Seattle SuperSonics remportent le titre NBA en battant en Finale les Washington Bullets 4 victoires à 1.

## Faits notables
- Le All-Star Game 1979 s'est déroulé au Pontiac Silverdome à Pontiac, Michigan, où les All-Star de l'Ouest ont battu les All-Star de l'Est 134-129 après prolongations. David Thompson (Denver Nuggets) a été élu Most Valuable Player.
- Les Buffalo Braves déménagent de Buffalo à San Diego et deviennent les San Diego Clippers.
- Le Jazz joue sa dernière saison à La Nouvelle-Orléans avant de déménager à Salt Lake City. Il faudra attendre 23 ans avant que La Nouvelle-Orléans n'accueille une nouvelle franchise NBA.

## Classements de la saison régulière
| Champion de division | Qualifié pour les playoffs | Non qualifié pour les playoffs |

### Par division
| Division Atlantique   | V  | D  | PCT  | GB |
| --------------------- | -- | -- | ---- | -- |
| Bullets de Washington | 54 | 28 | 65.9 | -  |
| 76ers de Philadelphie | 47 | 35 | 57.3 | 7  |
| Nets du New Jersey    | 37 | 45 | 45.1 | 17 |
| Knicks de New York    | 31 | 51 | 37.8 | 23 |
| Celtics de Boston     | 29 | 53 | 35.4 | 25 |

| Division Centrale           | V  | D  | PCT  | GB |
| --------------------------- | -- | -- | ---- | -- |
| Spurs de San Antonio        | 48 | 34 | 58.5 | -  |
| Rockets de Houston          | 47 | 35 | 57.3 | 1  |
| Hawks d'Atlanta             | 46 | 36 | 56.1 | 2  |
| Cavaliers de Cleveland      | 30 | 56 | 36.6 | 18 |
| Pistons de Détroit          | 30 | 52 | 36.6 | 18 |
| Jazz de La Nouvelle-Orléans | 26 | 56 | 31.7 | 22 |

| Division Midwest     | V  | D  | PCT  | GB |
| -------------------- | -- | -- | ---- | -- |
| Kings de Kansas City | 48 | 34 | 58.5 | -  |
| Nuggets de Denver    | 47 | 35 | 57.3 | 1  |
| Pacers de l'Indiana  | 38 | 44 | 46.3 | 10 |
| Bucks de Milwaukee   | 38 | 44 | 46.3 | 10 |
| Bulls de Chicago     | 31 | 51 | 37.8 | 17 |

| Division Pacifique        | V  | D  | PCT  | GB |
| ------------------------- | -- | -- | ---- | -- |
| SuperSonics de Seattle C  | 52 | 30 | 63.4 | -  |
| Suns de Phoenix           | 50 | 32 | 61.0 | 2  |
| Lakers de Los Angeles     | 47 | 35 | 57.3 | 5  |
| Trail Blazers de Portland | 45 | 37 | 54.9 | 7  |
| Clippers de San Diego     | 43 | 39 | 52.4 | 9  |
| Warriors de Golden State  | 38 | 44 | 46.3 | 14 |

### Par conférence
| Conférence Est | Conférence Est              | Conférence Est | Conférence Est | Conférence Est |
| No             | Franchise                   | Vic.           | Déf.           | PCT            |
| -------------- | --------------------------- | -------------- | -------------- | -------------- |
| 1              | Bullets de Washington       | 54             | 28             | 65.9           |
| 2              | Spurs de San Antonio        | 48             | 34             | 58.5           |
| 3              | 76ers de Philadelphie       | 47             | 35             | 57.3           |
| 4              | Rockets de Houston          | 47             | 35             | 57.3           |
| 5              | Hawks d'Atlanta             | 46             | 36             | 56.1           |
| 6              | Nets du New Jersey          | 37             | 45             | 45.1           |
|                |                             |                |                |                |
| 7              | Knicks de New York          | 31             | 51             | 37.8           |
| 8              | Cavaliers de Cleveland      | 30             | 56             | 36.6           |
| 8              | Pistons de Détroit          | 30             | 52             | 36.6           |
| 10             | Celtics de Boston           | 29             | 53             | 35.4           |
| 11             | Jazz de La Nouvelle-Orléans | 26             | 56             | 31.7           |

| Conférence Ouest | Conférence Ouest          | Conférence Ouest | Conférence Ouest | Conférence Ouest |
| No               | Franchise                 | Vic.             | Déf.             | PCT              |
| ---------------- | ------------------------- | ---------------- | ---------------- | ---------------- |
| 1                | SuperSonics de Seattle C  | 52               | 30               | 63.4             |
| 2                | Kings de Kansas City      | 48               | 34               | 58.5             |
| 3                | Suns de Phoenix           | 50               | 32               | 61.0             |
| 4                | Nuggets de Denver         | 47               | 35               | 57.3             |
| 5                | Lakers de Los Angeles     | 47               | 35               | 57.3             |
| 6                | Trail Blazers de Portland | 45               | 37               | 54.9             |
|                  |                           |                  |                  |                  |
| 7                | Clippers de San Diego     | 43               | 39               | 52.4             |
| 8                | Pacers de l'Indiana       | 38               | 44               | 46.3             |
| 9                | Bucks de Milwaukee        | 38               | 44               | 46.3             |
| 10               | Warriors de Golden State  | 38               | 44               | 46.3             |
| 11               | Bulls de Chicago          | 31               | 51               | 37.8             |

C - Champions NBA

## Playoffs
|  | Premier tour     | Premier tour              | Premier tour           |                       |                       | Demi-finales de Conférence | Demi-finales de Conférence | Demi-finales de Conférence |  |   | Finales de Conférence  | Finales de Conférence | Finales de Conférence |   |  | Finales NBA | Finales NBA | Finales NBA |
|  |                  |                           |                        |                       |                       |                            |                            |                            |  |   |                        |                       |                       |   |  |             |             |             |
|  |                  |                           |                        |                       |                       |                            |                            |                            |  |   |                        |                       |                       |   |  |             |             |             |
|  |                  | 1                         | Bullets de Washington  | 4                     |                       |                            |                            |                            |  |   |                        |                       |                       |   |  |             |             |             |
|  |                  |                           |                        | 4                     |                       |                            |                            |                            |  |   |                        |                       |                       |   |  |             |             |             |
|  |                  |                           | 5                      | Hawks d'Atlanta       | 3                     |                            |                            |                            |  |   |                        |                       |                       |   |  |             |             |             |
|  | 4                | Rockets de Houston        | 5                      | Hawks d'Atlanta       | 3                     | 0                          |                            |                            |  |   |                        |                       |                       |   |  |             |             |             |
|  | 4                | Rockets de Houston        |                        |                       |                       | 0                          |                            |                            |  |   |                        |                       |                       |   |  |             |             |             |
|  | 5                | Hawks d'Atlanta           | 2                      |                       |                       |                            |                            |                            |  |   |                        |                       |                       |   |  |             |             |             |
|  | 5                | Hawks d'Atlanta           | 2                      |                       |                       |                            |                            |                            |  | 1 | Bullets de Washington  | 4                     |                       |   |  |             |             |             |
|  | Conférence Est   |                           |                        |                       |                       |                            |                            |                            |  | 1 | Bullets de Washington  | 4                     |                       |   |  |             |             |             |
|  |                  | 2                         | Spurs de San Antonio   | 3                     |                       |                            |                            |                            |  |   |                        |                       |                       |   |  |             |             |             |
|  | 3                | 2                         | Spurs de San Antonio   | 3                     | 76ers de Philadelphie | 2                          |                            |                            |  |   |                        |                       |                       |   |  |             |             |             |
|  | 3                |                           |                        |                       | 76ers de Philadelphie | 2                          |                            |                            |  |   |                        |                       |                       |   |  |             |             |             |
|  | 6                | Nets du New Jersey        | 0                      |                       |                       |                            |                            |                            |  |   |                        |                       |                       |   |  |             |             |             |
|  | 6                | Nets du New Jersey        | 0                      |                       | 3                     | 76ers de Philadelphie      | 3                          |                            |  |   |                        |                       |                       |   |  |             |             |             |
|  |                  |                           |                        |                       | 3                     | 76ers de Philadelphie      | 3                          |                            |  |   |                        |                       |                       |   |  |             |             |             |
|  |                  |                           | 2                      | Spurs de San Antonio  | 4                     |                            |                            |                            |  |   |                        |                       |                       |   |  |             |             |             |
|  |                  |                           | 2                      | Spurs de San Antonio  | 4                     |                            |                            |                            |  |   |                        |                       |                       |   |  |             |             |             |
|  |                  |                           |                        |                       |                       |                            |                            |                            |  |   |                        |                       |                       |   |  |             |             |             |
|  |                  |                           |                        |                       |                       |                            |                            |                            |  |   |                        |                       |                       |   |  |             |             |             |
|  |                  |                           |                        |                       |                       |                            |                            |                            |  |   |                        | E1                    | Bullets de Washington | 1 |  |             |             |             |
|  |                  |                           |                        |                       |                       |                            |                            |                            |  |   |                        |                       |                       |   |  |             |             |             |
|  |                  | O1                        | SuperSonics de Seattle | 4                     |                       |                            |                            |                            |  |   |                        |                       |                       |   |  |             |             |             |
|  |                  | O1                        | SuperSonics de Seattle | 4                     |                       |                            |                            |                            |  |   |                        |                       |                       |   |  |             |             |             |
|  |                  |                           |                        |                       |                       |                            |                            |                            |  |   |                        |                       |                       |   |  |             |             |             |
|  |                  |                           |                        |                       |                       |                            |                            |                            |  |   |                        |                       |                       |   |  |             |             |             |
|  |                  | 1                         | SuperSonics de Seattle | 4                     |                       |                            |                            |                            |  |   |                        |                       |                       |   |  |             |             |             |
|  |                  |                           |                        | 4                     |                       |                            |                            |                            |  |   |                        |                       |                       |   |  |             |             |             |
|  |                  |                           | 5                      | Lakers de Los Angeles | 1                     |                            |                            |                            |  |   |                        |                       |                       |   |  |             |             |             |
|  | 4                | Nuggets de Denver         | 5                      | Lakers de Los Angeles | 1                     | 1                          |                            |                            |  |   |                        |                       |                       |   |  |             |             |             |
|  | 4                | Nuggets de Denver         |                        |                       |                       | 1                          |                            |                            |  |   |                        |                       |                       |   |  |             |             |             |
|  | 5                | Lakers de Los Angeles     | 2                      |                       |                       |                            |                            |                            |  |   |                        |                       |                       |   |  |             |             |             |
|  | 5                | Lakers de Los Angeles     | 2                      |                       |                       |                            |                            |                            |  | 1 | SuperSonics de Seattle | 4                     |                       |   |  |             |             |             |
|  | Conférence Ouest |                           |                        |                       |                       |                            |                            |                            |  | 1 | SuperSonics de Seattle | 4                     |                       |   |  |             |             |             |
|  |                  | 3                         | Suns de Phoenix        | 3                     |                       |                            |                            |                            |  |   |                        |                       |                       |   |  |             |             |             |
|  | 3                | 3                         | Suns de Phoenix        | 3                     | Suns de Phoenix       | 2                          |                            |                            |  |   |                        |                       |                       |   |  |             |             |             |
|  | 3                |                           |                        |                       | Suns de Phoenix       | 2                          |                            |                            |  |   |                        |                       |                       |   |  |             |             |             |
|  | 6                | Trail Blazers de Portland | 1                      |                       |                       |                            |                            |                            |  |   |                        |                       |                       |   |  |             |             |             |
|  | 6                | Trail Blazers de Portland | 1                      |                       | 3                     | Suns de Phoenix            | 4                          |                            |  |   |                        |                       |                       |   |  |             |             |             |
|  |                  |                           |                        |                       | 3                     | Suns de Phoenix            | 4                          |                            |  |   |                        |                       |                       |   |  |             |             |             |
|  |                  |                           | 2                      | Kings de Kansas City  | 1                     |                            |                            |                            |  |   |                        |                       |                       |   |  |             |             |             |
|  |                  |                           | 2                      | Kings de Kansas City  | 1                     |                            |                            |                            |  |   |                        |                       |                       |   |  |             |             |             |
|  |                  |                           |                        |                       |                       |                            |                            |                            |  |   |                        |                       |                       |   |  |             |             |             |

## Conférence Ouest

### Premier tour
(3) Phoenix Suns contre (6) Portland TrailBlazers :
Les Suns remportent la série 2-1
- Game 1 @ Phoenix :  Phoenix 107, Portland 103
- Game 2 @ Portland :  Portland 96, Phoenix 92
- Game 3 @ Phoenix :  Phoenix 101, Portland 91

(4) Denver Nuggets contre (5) Los Angeles Lakers :
Les Lakers remportent la série 2-1
- Game 1 @ Denver :  Denver 110, Los Angeles 105
- Game 2 @ Los Angeles :  Los Angeles 121, Denver 109
- Game 3 @ Denver :  Los Angeles 112, Denver 111

### Demi-finales de Conférence
(1) Seattle SuperSonics contre (5) Los Angeles Lakers :
Les Sonics remportent la série 4-1
- Game 1 @ Seattle :  Seattle 112, Los Angeles 101
- Game 2 @ Seattle :  Seattle 108, Los Angeles 103
- Game 3 @ Los Angeles :  Los Angeles 118, Seattle 112
- Game 4 @ Los Angeles :  Seattle 117, Los Angeles 115
- Game 5 @ Seattle :  Seattle 106, Los Angeles 100

(2) Kansas City Kings contre (3) Phoenix Suns :
Les Suns remportent la série 4-1
- Game 1 @ Phoenix :  Phoenix 102, Kansas City 99
- Game 2 @ Kansas City :  Kansas City 111, Phoenix 91
- Game 3 @ Phoenix :  Phoenix 108, Kansas City 93
- Game 4 @ Kansas City :  Phoenix 108, Kansas City 94
- Game 5 @ Phoenix :  Phoenix 120, Kansas City 99

### Finale de Conférence
(1) Seattle SuperSonics contre (3) Phoenix Suns :
Les Sonics remportent la série 4-3
- Game 1 @ Seattle :  Seattle 108, Phoenix 93
- Game 2 @ Seattle :  Seattle 103, Phoenix 97
- Game 3 @ Phoenix :  Phoenix 113, Seattle 103
- Game 4 @ Phoenix :  Phoenix 100, Seattle 91
- Game 5 @ Seattle :  Phoenix 99, Seattle 93
- Game 6 @ Phoenix :  Seattle 106, Phoenix 105
- Game 7 @ Seattle :  Seattle 114, Phoenix 110

## Conférence Est

### Premier tour
(3) Philadelphia 76ers contre (6) New Jersey Nets :
Les 76ers remportent la série 2-0
- Game 1 @ Philadelphia :  Philadelphia 122, New Jersey 114
- Game 2 @ New Jersey :  Philadelphia 111, New Jersey 101

(4) Houston Rockets contre (5) Hawks d'Atlanta :
Les Hawks remportent la série 2-0
- Game 1 @ Houston :  Atlanta 109, Houston 106
- Game 2 @ Atlanta :  Atlanta 100, Houston 91

### Demi-finale de Conférence
(1) Washington Bullets contre (5) Hawks d'Atlanta :
Les Bullets remportent la série 4-3
- Game 1 @ Washington :  Washington 103, Atlanta 89
- Game 2 @ Washington :  Atlanta 107, Washington 99
- Game 3 @ Atlanta :  Washington 89, Atlanta 77
- Game 4 @ Atlanta :  Washington 120, Atlanta 118
- Game 5 @ Washington :  Atlanta 107, Washington 103
- Game 6 @ Atlanta :  Atlanta 104, Washington 86
- Game 7 @ Washington :  Washington 100, Atlanta 94

(2) San Antonio Spurs contre (3) Philadelphia 76ers :
Les Spurs remportent la série 4-3
- Game 1 @ San Antonio :  San Antonio 119, Philadelphia 106
- Game 2 @ San Antonio :  San Antonio 121, Philadelphia 120
- Game 3 @ Philadelphia :  Philadelphia 123, San Antonio 115
- Game 4 @ Philadelphia :  San Antonio 115, Philadelphia 112
- Game 5 @ San Antonio :  Philadelphia 120, San Antonio 97
- Game 6 @ Philadelphia :  Philadelphia 92, San Antonio 90
- Game 7 @ San Antonio :  San Antonio 111, Philadelphia 108

### Finale de Conférence
(1) Washington Bullets contre (2) San Antonio Spurs :
Les Bullets remportent la série 4-3
- Game 1 @ Washington :  San Antonio 118, Washington 97
- Game 2 @ Washington :  Washington 115, San Antonio 95
- Game 3 @ San Antonio :  San Antonio 116, Washington 114
- Game 4 @ San Antonio :  San Antonio 118, Washington 102
- Game 5 @ Washington :  Washington 107, San Antonio 103
- Game 6 @ San Antonio :  Washington 108, San Antonio 100
- Game 7 @ Washington :   Washington 107, San Antonio 105

### Finales NBA
(1) Washington Bullets contre (1) Seattle SuperSonics :
Les Sonics remportent la série 4-1
- Game 1 @ Washington :  Washington 99, Seattle 97
- Game 2 @ Washington :  Seattle 92, Washington 82
- Game 3 @ Seattle :  Seattle 105, Washington 95
- Game 4 @ Seattle :  Seattle 114, Washington 112
- Game 5 @ Washington :  Seattle 97, Washington 93

## Leaders de la saison régulière
| Catégorie                  | Joueur              | Équipe             | Statistique |
| -------------------------- | ------------------- | ------------------ | ----------- |
| Points par match           | George Gervin       | San Antonio Spurs  | 29.6        |
| Rebonds par match          | Moses Malone        | Houston Rockets    | 17.6        |
| Passes décisives par match | Kevin Porter        | Detroit Pistons    | 13.4        |
| Interceptions par match    | M.L. Carr           | Detroit Pistons    | 2.5         |
| Contres par match          | Kareem Abdul-Jabbar | Los Angeles Lakers | 4.0         |
| % aux tirs                 | Cedric Maxwell      | Celtics de Boston  | 58.4        |
| % aux lancers-francs       | Rick Barry          | Houston Rockets    | 94.7        |

## Récompenses individuelles
- Most Valuable Player : Moses Malone, Houston Rockets
- Rookie of the Year : Phil Ford, Kansas City Kings
- Coach of the Year : Cotton Fitzsimmons, Kansas City Kings
- Executive of the Year : Bob Ferry, Washington Bullets
- J.Walter Kennedy Sportsmanship Award : Calvin Murphy, Houston Rockets

- All-NBA First Team :
  - Paul Westphal, Phoenix Suns
  - George Gervin, San Antonio Spurs
  - Moses Malone, Houston Rockets
  - Marques Johnson, Milwaukee Bucks
  - Elvin Hayes, Washington Bullets

- All-NBA Second Team :
  - Walter Davis, Phoenix Suns
  - Bobby Dandridge, Washington Bullets
  - Kareem Abdul-Jabbar, Los Angeles Lakers
  - Lloyd Free, San Diego Clippers
  - Phil Ford, Kansas City Kings

- NBA All-Rookie Team :
  - Mychal Thompson, Portland TrailBlazers
  - Terry Tyler, Detroit Pistons
  - Ron Brewer, Portland TrailBlazers
  - Reggie Theus, Chicago Bulls
  - Phil Ford, Kansas City Kings

- NBA All-Defensive First Team :
  - Bobby Jones, Philadelphia 76ers
  - Bobby Dandridge, Washington Bullets
  - Kareem Abdul-Jabbar, Los Angeles Lakers
  - Dennis Johnson, Seattle SuperSonics
  - Don Buse, Phoenix Suns

- NBA All-Defensive Second Team :
  - Maurice Lucas, Portland TrailBlazers
  - M.L. Carr, Detroit Pistons
  - Moses Malone, Houston Rockets
  - Lionel Hollins, Portland TrailBlazers
  - Eddie Johnson, Hawks d'Atlanta

- MVP des Finales : Dennis Johnson, Seattle SuperSonics